# Carolina Padrón
Carolina Desireé José Padrón Ríos (Maracaibo, 20 de marzo de 1983) es una periodista deportiva venezolana.

## Trayectoria
Padrón es licenciada en Comunicación Social por la Universidad Santa María en 2004 y ha obtenido una Maestría en Periodismo de la Universidad CEU San Pablo en España a través de una beca de la Fundación Carolina. Padrón comenzó su carrera en 2006 como pasante de Radio Marca de Madrid, España, que también fue posible gracias a la donación de la Fundación Carolina.
Padrón se trasladó a su Venezuela natal donde trabajó para Meridiano Televisión, cubriendo diversos eventos como la Copa Mundial Femenina Sub-20 de la FIFA 2010, la Copa Mundial Femenina Sub-17 de la FIFA 2010 y también cubrió la Copa América 2007 para la red Telefutura de Univision. 
En diciembre de 2010, Padrón se trasladó a la Ciudad de México para trabajar para ESPN como copresentador del programa emblemático de la red, SportsCenter. Ella sustituyó a la venezolana Adriana Monsalve quien se mudó a Los Ángeles para recibir a Nación ESPN.
Padrón ha cubierto varios eventos deportivos para ESPN como la Serie del Caribe, el Tenis Mexicano, varios importantes partidos de fútbol europeo, la Copa Mundial de la FIFA 2014 y los Juegos Olímpicos de 2016.
El 7 de diciembre de 2015, Padrón junto con su colega Jorge Eduardo Sánchez fondearon el primer SportsCenter de la nueva planta de producción de cuatro estudios de ESPN en la Ciudad de México.

## Vida privada
Padrón nació en Maracaibo pero se crio en Puerto La Cruz. Padrón reside actualmente en la Ciudad de México y también vivió en Madrid cuando trabajó para Radio Marca, Carolina es aficionada del Real Madrid y club Pumas de México y también del club Tijuana de México, también entrevistó al legendario Edson Arantes do naciscimiento pele, Padrón junto con sus compañeros Álvaro Morales y Jorge Eduardo Sánchez del SportsCenter aparecieron en un comercial de SportsCenter con Rafael Nadal que se emitió tanto en inglés como en español. 
El 21 de Mayo de casó con el deportista, Eduard Cawerthr de forma privada se relacionó con el 
El 9 de febrero de 2024, Padrón recibió su carta de naturalización mexicana.